# 조직이론
아래는 조직 이론에 관한 내용이다.

## 조직의 기원기

### 기업 조직 탄생 이전

#### 고대: 유럽
고대시대(ancient period)에는 조직에 대한 의식적인 관심은 고대에서부터 이어진다. 고대에는 인구 증가율이 낮고 인구 이동 또한 거의 없었기 때문에 공동의 목표를 중심으로 하는 '공동체 의식'이 강했다. 즉, 분업과 협동을 통한 이익 추구를 하는 현대의 기업 조직과는 달리 대부분 신앙이나 친족에서 비롯된 자족적인 성격의 조직이었다. 또한 군사적인 목적으로의 조직이 고대에서의 주된 특징이다. 이러한 고대조직의 예로는 고대 이집트 피라미드 건설을 목적으로 조직된 조직이 있으며 . 이들은 설계팀, 채석팀, 운반팀 이외에도 제사를 지내는 팀, 심지어는 모티베이션팀도 있었다. 다른 예로는 고대 로마 군대조직과 정치제도를 예로 들을 수 있다. 한국의 고대에도 가족이나 친족 그리고 종교를 중심으로 하는 조직이 존재 한다. 예를 들어 7세기 무렵 신라에서 '향도'라는 명칭을 사용한 고대 조직이 존재하였다. 이 조직의 목적은 친족이나 촌락을 넘어서는 신앙공동체로서의 활동이었다.

#### 중세: 유럽
중세시대(middle age)는 봉건제도(feudalism)가 중심이었던 사회로 국가, 종교, 교육, 상업 활동 등에서 다양한 조직의 형태들이 출현하기 시작하였다. 중세시대의 국가 조직은 영주와 농노를 바탕으로 한 장원제도를 바탕으로 설립되었는데 각 장원의 영주들은 쌍무적 계약관계로 대영주와 계약을 맺었고, 대영주 또한 그 위의 영주와 계약을 맺어 결국에는 이것이 국왕과의 계약으로 이루어져 계층적 구조를 이루었다. 다음으로 등장한 교회조직은 서기 313년에 밀라노 칙령으로 로마의 황제 콘스탄티누스 1세가 정식으로 기독교를 받아들이면서 본격적으로 발전하였다. 밀라노 칙령 이후 교회는 점차 중세시대 사람들의 개인 신앙생활에서 중요한 위치를 차지했고 이를 바탕으로 거대한 조직체로 진화하였다. 중세 교회의 기본적 구조는 정점인 교황 아래로 성직자들 그리고 그 아래 평민들로 피라미드식 구조를 이루었다. 성직자들은 3가지 계급으로 나누어지는데, 첫 번째인 주교는 교황으로부터 교구를 할당받아 그 지역을 관리하였다. 두 번째는 사제로서 주교에게 교구를 나눈 본당을 부여받아 그곳을 관리하였다. 마지막으로는 부제로서 주교와 사제들 옆에서 주요업무들을 보조하는 역할을 하였다. 교회의 밑에 있는 각 지역의 수도회와 관련 조직들은 해당 지역 교구에 소속되고 해당 교구의 주교아래에 있지만, 실질적으로는 자치적으로 활동하였다. 중세가 되면서 처음으로 영리조직이 등장하기 시작했는데 상인길드가 대표적인 그 예이다. 10세기 중엽, 군주의 특허권을 받아 자치권을 얻는 도시들이 등장하기 시작하였고, 상인들은 이 도시들을 바탕으로 상인동업조직을 만들었다.  길드조직은 동업자들끼리만 조합, 결성하였고 새로운 사람의 길드 가입은 엄격한 규율로 통제하여 도시의 상권을 독점하였고 길드 조합원끼리의 단결도 강해 길드에 속하지 않은 사람들과는 관계를 맺지 않았다. 길드 내에서는 견습공, 직인, 장인으로 이루어진 도제제도라는 수직적 신분제도가 존재하였는데, 도제제도(apprenticeship system)란 장인 밑에서 기술을 배우기 위해 어린 견습공들이 도제 살이를 하는 것으로, 장인을 위해 궂은일을 하며 기초부터 기술을 연마하여야 했다. 견습공들은 이러한 도제 살이를 최소 7년을 해야 장인으로 인정받을 수 있었고 직인을 거쳐 장인, 즉 마이스터(Meister)가 되어야만 길드에 가입이 가능하였다. 이렇게 상업이 발달하면서 11세기초, 상인 중상층이 새롭게 사회에 등장하였고 이들 자녀들을 위한 학교가 필요하게 되었다. 기존의 학교로는 교회에 부속된 학교와 궁정학교 등이 있었다. 하지만 학교의 수요가 올라가면서 교회의 특별한 통제를 받지 않는 개인학교가 만들어지기 시작했고 개인학교의 수는 급속도로 올라갔다. 12세기까지 분산되어있던 학교들은 12세기말 점차 조합을 만들어 조직을 이루기 시작했다. 이렇게 만들어진 대학은 초기에는 단순 교사와 학생으로 이루어진 소규모 조직이었다. 그렇기 때문에 대학들은 강의가 가능한 교실을 가지고 있지 않았고 강의는 강의가 가능한곳이라면 어디서든 열렸다. 하지만 각 분야의 유명 학자들이 대학에서 학생들을 가르치면서 대학마다 가르치는 분야들이 나누어졌고, 학생들이 유명 학자들의 강의를 듣기위해 몰려들자 강의를 할 수 있는 공간도 유력 인사들에게 지원받아 생기기 시작하였다. 이렇게 만들어진 대학의 예시로 볼로냐 대학교(University of Bologna)와 파리 대학교(University of Paris)를 들 수 있다. 최초의 대학으로 여겨지는 볼로냐와 파리대학은 각각 법학분야,신학분야를 중심으로하여 발전해 나갔다.대학을 유지하는 데 필요한 비용은 학생들이나 교회, 또는 국왕에게 지원받아 활동하였고 경제적 안정을 보장받자 대학은 자치권에 대한 필요성을 느꼈고 국왕과 교회로부터 자유와 특권을 얻어 더욱 발전해 나갔다.

### 기업조직 탄생 이후

#### 산업혁명기: 유럽
산업혁명기(industrial revolution)는 공업사회로서의 조직이 발달하면서 최초로 기업이 탄생한다. 17세기에 유럽이 신대륙을 발견함에 따라 중세기의 길드체제는 붕괴하게 되고, 그에 발맞춰 18~19세기 산업혁명으로 인해 대량생산, 대량소비, 대량유통 시스템이 강조된다. 이로 인해 공장(factory)경영 시스템이 도입됐고, 이는 효율성(efficiency)을 추구하며 기업의 형태로 진화했다. 조직의 수가 급증하면서 다양한 직업군을 형성하였고, 이는 정치조직이나 사회조직의 형태를 띠었다. 합의제형 조직인 위원회, 특수한 사업을 수행하는 본부조직, 태스크포스, 프로젝트 팀, 공사, 연구소조직, 공장조직, 조합, 연합조직 등 다양한 조직들이 등장하기 시작했다. 그 중에서도 눈여겨 볼 것은 기업 조직이다. 규모가 클수록 더 효율적이라는 ‘규모의 경제’ 논리를 바탕으로 기업 조직은 점차 커졌다. 그리고 조직의 대규모화는 사람들이 기능별로 전문화(specialization)시키는 것이 더 업무에 효율적이며, 환경 변화에 빨리 적응할 수 있음을 알게 되었다. 기계적 생산에 적합한 부서와 규모, 관리의 분업과 분권화하기 위한 조직계층의 수가 필요해졌다. 기업은 각 기능별로 분화하게 되었고 이에 따라 각각의 기능을 책임지는 책임자가 나타났다. 즉 구매부, 생산부, 마케팅부, 금융관리부와 같은 전문기능부서들이 나타나고, 이러한 기능부서들을 총괄하는 최고경영자가 등장하게 되었다.

#### 근대: 유럽
산업혁명 이후, 근대에 접어들면서 분업의 경제성을 강조하는 1776년 애덤 스미스의 《국부론》과 뒤이어 1832년 찰스 배비지의  《기계와 생산자의 경제학》이 출판된다. 1800년대에는 협의적 관리의 필요성을 제기한 로버트 오언이 등장한다.
스미스는 《국부론》에서 부의 원천은 노동이며, 부의 증진은 노동생산력의 개선으로 이루어진다고 주장하고, 생산의 기초를 분업(分業)에 두었다. 그는 분업과 이에 수반하는 기계의 채용을 위해서는 자본의 축적이 필요하며, 자유경쟁에 의해서 자본축적을 꾀하는 것이 국부 증진의 정도(正道)라고 역설하였다. 배비지는 《기계와 생산자의 경제학》을 통해 당시 산업자본의 기술과 조직에 대해 분업의 위력을 저술하였고, 전체 조직의 분업화를 확산시켰다.
오언은 영국의 선구적인 사회주의자이자 산업 혁명을 최초로 실천적으로 비판한 협동조합운동의 창시자이다. 웨일스에서 태어나 맨체스터 최대의 방적공장의 지배인을 거쳐 1800년부터 25년간 스코틀랜드의 뉴라나크에서 1,500명의 공원을 거느린 면사 방적공장을 경영하였다. 환경이 인간을 규정한다는 입장에서 산업혁명하의 자본주의의 '부자연스러운' 상태를 비판하고, 공산주의적 공동체의 실상을 보임으로써 사회를 변혁하려고 하였다.  노동조건ㆍ생활조건이 개선되면 노동자의 노동능력과 의욕이 높아져 이윤이 증대된다는 것을 증명하기 위해 10시간 노동, 휴업시의 임금지불을 실행하고 노동자를 위한 생활 용품 판매소도 설치하였다. '환경이 성격을 결정한다’는 '성격형성원리’를 믿고 교육실시나 유치원을 개설하여 젊은 노동자의 교육에 노력하였다. 이러한 협동주의적인 경영이념, 노무관리, 교육에 기초한 활동은 큰 성공을 거두어 그 사상은 공장법 창설, 구빈법(救貧法) 개선의 운동으로 확대되어 농공일체의 협동사회의 건설운동으로 진전되었다. 그 후 그의 사상은 노동조합운동, 협동조합운동에 강한 영향을 미쳤다.

## 고전적 이론

### 과학적 관리론
과학적 관리론(scientific management theory)은 프레더릭 윈즐로 테일러에 의해 개발된 것으로, ‘테일러주의(Taylorism)’ 혹은 ‘테일러 시스템(Taylor system)’이라고도 한다. 능률성과 이윤의 극대화를 중요시한다. 과학적 관리 하에서의 관리층의 역할을 과학적 기법으로 제시하였다. 노사협조를 위한 정신혁명, 관리의 역할, 과학적 관리의 기본 원리 등을 연구하였다. 공장을 합리적이고 효율적으로 운영하기 위해 공장의 경영과 생산체계를 과학적 관리법이라는 새로운 방법으로 접근한 선구적인 연구라고 할 수 있다.

#### 테일러
프레더릭 윈즐로 테일러(Frederick Winslow Taylor)는 1911년에 산업의 효율성을 개선하기 위한 방법을 다룬 《과학적 관리법》(The Principles of Scientific Management)을 집필했다. 그가 과학적 관리법을 주장한 시대적 배경은 다음과 같다. 그의 성장기는 산업사회의 치열한 경쟁이 극도에 달했던 시대였다. 미국 남북전쟁(1861∼1865) 이후로 생산에 기계가 도입되어 기계를 이용한 공업이 급격히 발전하게 되었다. 따라서 그 생산액은 급증하였으나 이에 대응하는 수요가 즉각적으로 수반하지 않았기 때문에 여러 번 경제 공황이 발생하였다. 이러한 과정에서 점차 독점 기업체가 형성되기 시작하고, 기업 규모의 확대에 따라 평균이윤율이 저하하자 이에 대처하기 위하여 기업들은 빈번히 임금률 인하를 강행하였다. 이러한 임금률 인하에 노동자는 조직적 태업으로 대항하게 되었던 것이다. 노동자들은 능률 향상이 결과적으로는 임금률 인하를 초래하게 되므로 능률 향상을 의도하지 않게 되었던 것이다. 이와 같은 사태에 당면하여 테일러는 이의 해결방안으로서 노동자의 능률을 향상시킬 수 있는 새로운 경영관리체계를 창안하게 되었던 것이다.
먼저 그는 과학적ㆍ합리적 임금률을 결정하기 위하여 각 동작을 요소별로 세별하여 분류파악하고 이에 입각하여 표준동작을 결정하고 다시 시간연구에 의하여 공평한 일당표준작업량을 결정한 후 이를 표준과업이라 하였다. 그리하여 이를 달성한 자에게는 고율, 그렇지 않은 자에게는 저율의 임금률을 적용하는 소위 차별적 성과급제도를 주장하였는데 이를 요소적 임금률결정법 또는 과학적 임금률법이라 한다. 그리고 이 제도의 합리적 운용을 위한 공장전반의 관리제도의 개혁을 주장하였는데 그 내용은 계획부제도ㆍ직능식 관리조직ㆍ지도표제도 등이다. 그리하여 임금률인하의 조직적 태업을 해소하기 위해서는 표류관리(drifting management)제도가 아닌 각 노동자의 일당과업을 과학적으로 결정하여 이를 기초로 하는 관리, 즉 과업관리(task management)를 채택하여야 한다라고 하고 있다.
테일러에 의하여 창시된 과학적 관리법은 여러 후계자에 의하여 확대, 발전 되었는데 길브레스(F.B. Gilbreth)에 의하여 동작연구, 에머슨(H. Emerson)에 의하여 표준원가계산, 퍼슨(H.S. Person)에 의하여 과학적 관리법의 적용이 가능한 전 영역을 대상으로 하는 기술적 전 체계가 명확하게 되었고 마셜(L.C. Marshall)이 이를 이론적으로 체계화하려고 시도하였다.
|                                       | 주요 관점 |
| ------------------------------------- | --- |
| 과학적 관리법의 정의                  | 노동자와 사업자 간 협력을 통하여 이익을 공정하게 분배 |
| 과학적 관리법의 목적                  | 노동자와 사업자 간의 최대 번영과 함께 종업원의 최대 번영을 창출 |
| 과학적 관리법을 집필하게 된 근본 취지 | 1. 비능률적 행동이 초래하는 국가적 차원의 손실을 규명 2. 과학적 관리만이 비능률을 제거할 수 있다는 점을 인식 3. 최선의 관리는 명확한 법칙과 바탕을 통한 과학이라는 점을 증명                                                                             |
| 과학적 관리법의 기법                  | 1. 과업관리 2. 하루의 공정한 작업량 3. 차별 성과급제 |
| 과학적 관리법의 대상                  | 과학적 관리법은 1911년 미국기계공학회에 제출한 것을 1913년 출판한 것으로, 관리자는 물론 모든 종업원들에게 적용할 수 있는 사례를 제시하였으며, 회사 뿐만 아니라 가정관리, 농장관리, 도 소매업 및 교회나 대학, 그리고 정부에서도 사용 가능하다는 점을 강조 |
| 과학적 관리법의 내용                  | 현장 경험을 사례로 정리하여 과학적 관리법에 제반 원칙을 도출 |
| 과학적 관리의 4대 원리                | 1. 개별 과업에 대한 과학의 발전 2. 과학적인 인재의 선발 및 육성 3. 과학적 원리에 대한 상호 공감 4. 관리자와 노동자 간의 역할 분담 |

### 행정관리론
행정관리론(administrative management theory)은 행정 관리 기술성을 강조한 행정학의 학설이다. 행정학의 원칙인 조직의 능률성, 경제성, 효과성 제고를 위한 것이며, 기업․정부․군대 등 조직의 최고 관리층에서 맡아야 할 보편적인 조직의 원리들을 제시하였다. 고전적 이론에서의 행정관리설은 정치행정이원론, 공사행정일원론, 능률학파 행정학자, 기술적 행정학자, 행정관리학파 등에 근거해 발전했으며, 이에 의한 행정의 개념은 ‘관리’이다. 초기의 행정관리설에서는 공·사조직 간의 유사성을 강조하며 행정과 관리를 동일시하는 정치·행정이원론적 관점이었다. 하지만 1930년대에는 정치·행정일원론적 관점이 대두되며 행정과 관리를 구분해서 접근하기 시작했다. 대표적인 학자로는 윌슨(W.Wilson), 파욜(H.Fayol), 귤릭(L.Gulick), 어윅(L.Urwick), 굿나우(F.Goodnow), 화이트(L.D.White) 등이 있다.
행정관리론은 과학적 관리론과 유사한 측면을 가지고 있다. 하지만 과학적 관리론의 대상은 최하계층이나 작업계층이며 생산 및 운영수준의 최적관리를 위한 기법에 중점을 뒀던 반면 행정관리론의 대상은 중상위계층으로 조직의 상위계층에 적용가능한 일반적인 조직원리 탐구에 중점을 둠으로써 과학적 관리론에서 작업장수준에 국한되었던 합리화 문제를 조직전체 수준으로 확대시켰다.(Mouzelis, 1967 : 87) 그러나 하츠버그(Herbert A. Simon)는 이러한 행정의 원리는 비과학적이라고 주장하며 분업의 원리, 명령통일의 원리, 통솔범위의 원리, 부성화의 원리에 있어서 부정확하고 모호한 원리임을 비판했다.

#### 파욜
앙리 파욜(Henry Fayol, 1841년 -1925년)의 산업관리론은 테일러의 과학적 관리론과 상호보완적이다. 행정은 몇 사람의 권위의식이나 책임의식에 의해 독립되는 것이 아니며 조직 구성원의 협조에 의해 이루어지게 된다. 산업조직에는 기본적으로 6가지 활동이 이루어진다. 기술적 활동(기술, 생산, 제조, 적응), 상업적 활동(구매, 판매, 교환), 재정적 활동(자본획득, 최적이용모색), 안전 활동(재산과 직원 보호), 회계 활동(재고 조사, 대차대조표, 비용, 통계), 관리 활동(계획, 조직화, 명령, 조정, 통제)이 있는데 페이욜은 조직의 구조적 문제를 관리의 범위에 포함함으로써 14가지 원칙을 제시했다. 파욜은 이러한 관리 원칙들이 모든 조직에 보편적으로 적용될 것으로 보았지만 이 원칙들은 공식적인 조직구조와  관리의 일반 원칙들을 만들어 가는데 중점을 두었기 때문에 심리적·사회적 요인들을 무시하고 있다는 비판을 받았다. 하지만 경영자가 경영에 대해 깊이 통찰할 수 있도록 해 주었고 경영자가 수행해야 할 일에 대한 개념체계 또한 확립시켜주었다.
| 산업조직의 기본적인 6가지 활동 | 산업조직의 기본적인 6가지 활동    |
| ------------------------------ | --------------------------------- |
| 기술적 활동                    | 기술, 생산, 제조 적응             |
| 상업적 활동                    | 구매, 판매, 교환                  |
| 재정적 활동                    | 자본획득, 최적이용모색            |
| 안전 활동                      | 재산과 직원 보호                  |
| 회계 활동                      | 재고 조사, 대차대조표, 비용, 통계 |
| 관리 활동                      | 계획, 조직화, 명령, 조정, 통제    |

| 관리의 14가지 원칙                                | 관리의 14가지 원칙                               | 관리의 14가지 원칙                               |
| ------------------------------------------------- | ------------------------------------------------ | ------------------------------------------------ |
| 분업의 원칙(Division of work)                     | 권한과 책임의 원칙(Authority and Responsibility) | 권한과 책임의 원칙(Authority and Responsibility) |
| 규율의 원칙(Discipline)                           | 명령일원화의 원칙(Unity of command)              | 명령일원화의 원칙(Unity of command)              |
| 지휘일원화의 원칙(Unity of direction)             | 단결의 원칙(Esprit decorps)                      | 단결의 원칙(Esprit decorps)                      |
| 집권화의 원칙(Centralization)                     | 계층적 연쇄의 원칙(Scalar chain)                 | 계층적 연쇄의 원칙(Scalar chain)                 |
| 질서의 원칙(Order)                                | 공정성의 원칙(Equity)                            | 공정성의 원칙(Equity)                            |
| 고용안정의 원칙(Stability of tenure of personnel) | 창의력 개발의 원칙(Initiative)                   | 창의력 개발의 원칙(Initiative)                   |
| 종업원 보상의 원칙(Remuneration of personnel)     | 종업원 보상의 원칙(Remuneration of personnel)    | 전체이익에 대한 개인 이익의 종속                 |

| 관리의 구성요소    | 관리의 구성요소                                                   |
| ------------------ | ----------------------------------------------------------------- |
| 계획(Planning)     | 미래를 예측하고 행동 계획을 수립                                  |
| 조직(Organization) | 인적, 물적 자원을 조직하고 체계화                                 |
| 명령(Commanding)   | 구성원들이 업무 활동을 수행하도록 하는 것                         |
| 조정(Coordination) | 모든 활동을 통합하고 상호 관련시키는 것                           |
| 통제(Control)      | 정해진 규칙과 명령에 따라 모든 일이 이루어지고 있는가 확인하는 것 |

#### 귤릭과 어윅
루터 귤릭(Luther Halsey Gulick, 1892년 - 1993년)과 린들 어윅(Lyndall Fownes Urwick, 1891년 - 1983년)은 행정의 과학화에 가장 크게 기여한 학자이다. 특히 다양한 행정기구의 보직을 맡았었던 귤릭은 행정이란 결정적으로 최고관리자의 능력에 달려있다고 했다. 그리고 3가지 원칙으로 명령과 통일의 원칙, 계층제의 원리, 통솔범위의 원칙을 제시하며, 행정을 전문화하고 능률적으로 실행하는데 있어 앞서 말했던 페이욜의 행정관리 요소를 '7가지 요소(POSDCORB)'로 확대하고 발전시켰다. ‘POSDCORB’는 계획(Planning), 조직(Organizing), 인사(Staffing), 지휘(Direction), 조정(Coordinating), 보고(Reporting), 예산 편성(Budgeting)의 첫머리 글자를 조립한 합성 단어로 최고 관리자의 기능에 대해 설명하고 있다.이 요소들은 보편적인 최고관리자의 행정적 기능을 확립하는데 커다란 기여를 했다.
(1) 3가지 원칙
첫째, 명령과 통일의 원칙은 조직의 각 구성원은 누구나 한 사람의 직속 상관에게 보고하고, 명령을 받아야 한다는 원칙이다. 조직내의 혼란을 방지하고 책임의 소재를 분명히 하고자 하는 것에 목적이 있다.
둘째, 계층제의 원리는 권한과 책임의 정도에 따라 직무를 등급화(Grading)하고, 조직 단위를 직무상의 지휘, 감독 관계로 만들어 조직 내 권한 체제를 계층화해야 한다는 조직설계의 원리를 말한다. 이러한 계층화의 원리는 책임의 경중을 따져서 상하 간에 분업하는 등급화의 원리(Scaler principle)와 유사하다고 볼 수 있다. 즉, 계층의 수는 적을수록 효율적이다.
셋째, 통솔범위의 원칙은 한 사람의 상관이 감독하는 부하의 수는 그 상관의 통제 가능한 범위 한에 한정되어야 한다. 조직의 능률성을 확보하기 위해서는 상관이 부하를 효과적으로 통솔할 수 있도록 부하의 수를 제한할 필요가 있다. 즉, 통솔의 범위는 좁게 잡을수록 가장 효율적이다.
(2) 7가지 요소
| 계획(Planning)       | 조직의 목적을 달성하기 위한 행동의 대상과 방법을 개괄적으로 확정하는 일                                      |
| 조직(Organizing)     | 세워진 공동의 목적을 달성하기 위해 공식적 권한 구조를 설정하고 직무 내용을 배분하고 규정하는 일              |
| 인사(Staffing)       | 설정된 구조와 직위에 적격한 직원을 채용, 배치하고 작업에 유리한근무 조건을 유지해 주는 일                    |
| 지휘(Direction)      | 조직의 장이 여러 가지 의사결정을 하고 그것을 각 부서에 대한 명령과 지시 등의 형태로 구체화하는 일            |
| 조정(Coordinating)   | 각 부서별 업무 수행의 관계를 상호 관련시키고 원만하게 하는 통합, 조절하는 일                                 |
| 보고(Reporting)      | 조직의 장이 작업의 진전 상황을 기록, 조사. 연구. 감독 등을 통해 자기 자신은 물론 하위 직원들에게 알려주는 일 |
| 예산 편성(Budgeting) | 조직의 목표 달성에 소요되는 제반 예산의 편성, 회계 및 재정통제, 결산 등을 포함하는 일                        |

### 관료적 이론
관료적 이론(官僚制論, bureaucracy theory)은 관료적 관리는 지식을 통한 정부의 통치를 의미한다. 1921년 독일에서 막스 베버(M. Weber)의 저서에 실렸으며, 1940년대에 미국에서 번역출간 하면서 조직학계에서 인용하기 시작했다. 그는 관료제를 법적·합리적 권한에 초점을 맞춰 후대의 관료제 연구자들은 베버의 관료적 이론에 대해 비판을 했지만 근대조직의 기본 질서를 유지하는데 필요한 구조의 특성을 처음 제시한 모형으로 높게 평가할 수 있다.

#### 베버의 관료제
관료적 관리는 지식을 통한 정부의 통치를 의미한다. – 막스 베버
막스 베버(Maximilian Carl Emil Weber. 1864년 4월 21일 - 1920년 6월 14일)은 독일 출신 사회학자로, 에밀 뒤르켐, 카를 마르크스와 함께 사회학을 정립한 인물이다. 그는 기존의 가부장적 체제를 대신할 이상적인 관료제를 제안하였다.그는 사회과학을 연구하는 과정에서 자연과학과 유사한 방법으로 접근해야 하며, 사회과학이 체계적인 학문으로 정립되어야 함을 중시했다. 그의 관료제에 대한 연구와 그 정립은 그의 성과 중 가장 오랫동안 인정받은 학설이 되었다.
베버는 성공적인 관료제 운영을 위해서 합법적 – 법적 권한과 전통적 권한, 카리스마적 권한이 조직에 적용되어야 한다고 주장했다. 추가적으로, 이상적 관료제의 핵심적인 구성요소로서 분업, 명령 체계 및 분업, 공개 채용, 임명직 관료, 경력에 따른 고정급, 사용자 – 종업원 구분, 통합제도의 원칙들에 대해서 제시하였다.
베버의 이상적 형태의 관료제는 계급주의 조직으로부터의 특성은 역동적의 영역에서 수정된 권위에 대해서 기술하였으며, 행동은 법적인 권한의 근거에서부터 비롯된다고 주장했다. 개개인이 아닌 조직으로부터 정의된 경력 성취에 의존하는 기술적 자격요건, 규칙으로 저장된 기록들의 행동의 근거들에 대해서 서술되었다.
그의 관료제는 다음과 같은 원칙에 의존해서 서술하였다.
관료제는 다양한 업무에 있어 전반적으로 능숙한 조직과, 그 조직에 있어 정확히 정의된 일반적 원칙의 기초이다. 그것은 규칙과 법률 또는 행정 법규에 의해서 뒷받침된다.” 베버는 이 수단이 아래와 같이 적용된다고 서술하였다.
(1)노동의 엄격한 분배는 특정한 관료 시스템의 작업과 의무를 명확히 식별하는 방법을 확립한다.
(2)명령의 체계가 확고히 설립되었다면, 의무와 책임은 다른 사람이 강제적으로 따르게 할 수 있음을 규정으로써 서술한다.
(3)할당된 업무의 지속적이고 규칙적인 진행은 특정의 보증된 자격이 있는 고용된 사람들로부터 도맡아진다.
베버는 이러한 세 가지 측면이 관료행정의 본질을 구성한다고 하였다.

#### 베버의 합리성과 한계
그는 자신의 저서인 《경제와 사회 : The Theory of Social and Economic Organization》에서 사회관료제를 이상적인 조직 형태로 제시하고, 시장경제의 새로운 질서를 합리성에서 찾으려고 했다. 그가 말하는 합리성은 4가지 형태로 구분되었다.
(1)목적합리성(wertrationalität)
(2)가치합리성(zweckrationalität)
(3)감정적 유형(affetual type)
(4)전통적 행동(traditional action)
그러나 그는 이러한 합리성의 개념을 언급한 서적에서 모든 학자들, 실무자들이 중요시했던 능률에 대한 언급이 2장까지 아예 없었으며, 있는 내용도 제한적으로 서술되었다는 한계가 있다. 그는 이상적 유형에서 어긋난 것을 비합리적으로 보았는데, 그러한 요인은 조금 더 복잡한 해석이 요구된다. 위와 같이 그는 사회적인 관계의 유형을 분류하는 데 있어 지나치게 이분법적으로 합리적인 것과 비합리적 두 양극화적인 구분을 하였으며, 오차 수준을 고려한 합리성은 간과하였다.

## 신고전주의 관점

### 인간관계이론(human relations approach)
인간관계이론(human relations approach)은 조직 내에서 비공식 집단(informal group)과 집단적 관계를 중시하고, 민주적이고 참여적인 관리를 통하여 목표 달성을 도모하는 조직 이론을 말한다.

#### 호손 연구(Hawthorne Research)

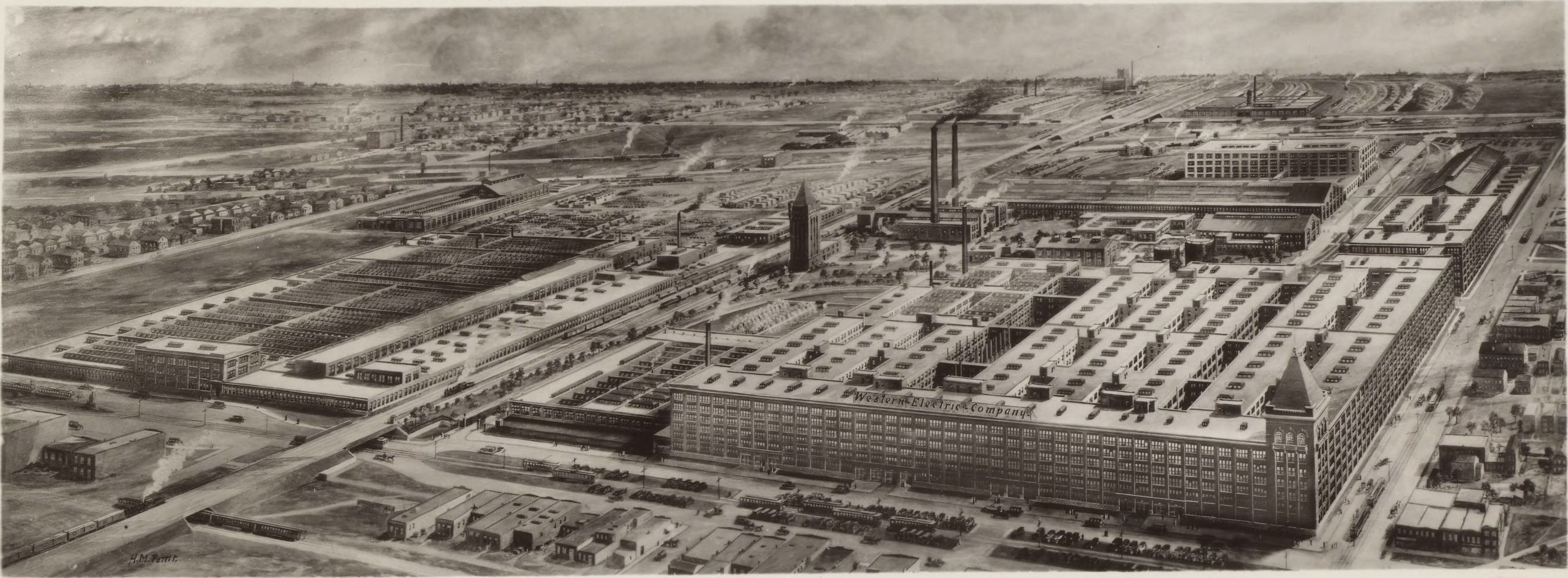
상공에서 본 1925년의 호손 공장

호손 연구(Hawthorne Research)는 1924년에서 1939년 사이 시카고의 웨스턴 전기회사(Western Electric Company)의 호손 공장에서 수행되었던 일련의 실험을 말한다, 실험에 참가한 연구팀은 그 팀장인 하버드 대학교의 메이요(E. Mayo) 교수를 비롯하여 뢰슬리스버거(F. J. Roethlisberger) 교수, 서부전기회사의 사장 딕슨(W. J. Dickson) 등 여러 사람으로 구성되어 있었다. 실험의 목적은 작업방법의 개선과 표준화, 조명도, 휴식시간, 보상제도 등의 물리적인 조건들이 작업의 효율성에 미치는 영향을 조사하는 것이었으며, 통제집단(control group)과 실험집단(experimental group)으로 나누어 총 4단계에 걸쳐서 실험이 진행되었다.
처음에는 조명이 생산성에 미치는 효과를 측정하기 위한 실험이 진행되었는데, 실험집단뿐만 아니라 통제집단에서조차 작업성과가 향상되는 결과가 나왔다.
이후 6명의 여성으로 이루어진 계선기 작업조를 대상으로 하는 실험이 이루어졌는데, 노동조건의 개선, 휴식시간의 변화, 간식제공, 노동시간의 단축, 집단상여금 등의 물리적조건의 조작이 산출량의 증가에 기여하는 것으로 관측되었으나, 실험이 끝난 후 작업조건을 원래상태로 환원하였음에도 불구하고 산출량에 변화가 없었다.
세 번째 연구는 면접조사였는데, 종업원들은 실험연구 과정에서 자신들이 관심을 받고 있다고 의식함으로써, 더 열심히 일하게 되었다고 답변하였으며, 집단의 사회적 조건이 작업의욕에 큰 영향을 미치는 것으로 밝혀졌다.
마지막 배전기 실험에서는 상사, 동료와의 관계, 집단 내의 분위기, 비공식 집단(informal group) 등의 인간관계가 생산성 향상에 큰 기여를 하는 것으로 밝혀졌다.

#### 인간관계론의 특성[4]
(1)비공식 집단의 중요성 : 조직의 움직임 혹은 조직구성원의 행태는 규정과 제도에 의한 공식 집단보다 비공식 집단에 의해 정해지는 경우가 더 많다. 공식 집단도 비공식 집단과의 공존이 가능한지에 관심을 가졌다.
(2)사회적 욕구 : 개인행동은 단순한 경제적 욕구뿐 아니라 사랑, 미움, 소속감, 자부심 등 사회적, 인간적 욕구에 따라 지배된다.
(3)인간중심의 경영 : 합리와 능률보다는 직무만족, 자율권부여, 인정을 해주는 관리가 조직성과를 좌우한다. 즉 인간의 동기부여의 문제에 관심을 가졌다.
(4)참여의 경영 : 민주적 리더십, 하의상달적 커뮤니케이션은 인간중시 관리에 매우 효과적이다. 결국 의사소통, 리더십 등이 중요한 문제로 대두된다.

#### 인간관계론의 의의와 한계
인간관계론은 인간들의 상호작용을 조직에 최초로 도입하였다는 점에서 그 역사적인 의의를 찾을 수 있겠으나, 지나치게 비공식 집단만 강조하게 되면서, 작업조건의 개선 등과 같은 과학적관리요소를 소홀히 했다는 비판을 받는다. 또한 인간심리와 관련한 체계적인 지식의 부족으로 구성원의 감정적인 요소와 조직의 성과를 연결하는데 실패했다는 평가를 받는다. 이후 인간관계론은 심리학, 사회심리학 등 다방면의 인접과학들과 상호교류하면서 행동과학으로 발전하게 된다.

## 현대조직이론

### 행동적 접근

#### 행태과학론
행태과학론(behavioral science theory)은 조직의 인간적 요소 그리고 조직의 심리적 체제에 주의를 집중하고 경험적인 조사연구의 방법을 중요시하는 접근방법이다. 한마디로 인간의 행동을 과학적으로 연구하기 위한 학문으로 사회적 현상을 연구함에 있어서 개인이나 집단의 행동에 초점을 두는 연구방법을 말한다. 행태과학은 이제까지의 경험주의, 상식위주, 설명위주에서 탈피하여 조직 속에서 사람들이 어떻게 행동하는가(the way people behave in the organization)를 적적하게, 신중하게, 쓸모있게 연구하여 조직 내 인간 행위를 분석적, 체계적으로 기술하려는 이론화 운동으로 전개 되었다. 따라서 경험적이고 계획적이며 과학적인 방법을 활용한 응용과학의 성격을 가진다. 행태과학론은 인간중심의 변동전략을 지지하고 개혁의 방법과 내용을 처방함에 있어서 민주적, 참여적 접근방법을 강조한다. 행태과학론의 이러한 강조점은 구조론적 접근방법에도 영향을 미쳐 반관료제적, 탈관료제적 처방의 발전을 촉진한 바 있다. 초창기 행동과학론의 정립에 큰 업적을 남긴 학자는 체스터 바너드(1886년 11월 7일 ~ 1961년 6월 7일)와 허버트 사이먼(1916년 6월 15일 ~ 2001년 2월 9일)이다. 이들은 인간관계론이 풍미하던 시대에 고전이론과 인간관계론을 하나의 틀로 통합한 협동체제의 아이디어를 제안하여 행동과학론의 토대를 만들고 그 발전을 선도 하였다.
행태과학론은 다음과 같은 몇 가지 특성을 가지고 있다. 첫째, 행태과학은 인간 행동에 관한 여러 학문 영역과 상호 밀접한 관련을 가진 학문적 성격을 가지고 있다. 둘째, 행태과학은 수량적인 접근을 강조한다. 셋째, 행태과학은 집단과 집단행동에 참여하는 것을 강조한다. 넷째, 행태과학은 조직을 전체 시스템으로 보고 변화를 관리하려고 한다.
행태과학이론은 조직적 측면과 구성원의 측면, 기계적 측면과 인간적 측면 중 어느 한쪽 면만을 지나치게 강조함으로써 궁극적으로 생산성 저하는 물론 갖가지 불합리를 초래한 고전이론과 인간관계론의 균형점을 찾아줌으로써 조직과 구성원 모두에게 합리적인 길을 찾게 해주었다. 또한, 인간의 성격 연구를 통하여 사기, 감수성, 심리적 안정 등과 같은 정서적 측면 및 기업 심리에 관심을 갖게 되었고, 조직과 구성원간의 긴장과 갈등을 효율적으로 관리할 수 있게 되었다.

#### 의사결정이론
의사결정이론은 현대 조직이론에서 합리적 관점에 의거한 조직이론이다. 의사결정론에서 의사결정은 조직에서의 문제를 확인하고 해결하는 과정이라고 정의하고 있다. 의사결정론에서는 경영환경과 조직의 상황에 관한 정보를 수집하고 조직의 성과가 만족할 만한 것인지 판단하여 문제의 원인을 진단하고 문제해결에 대한 방안들을 설정하여 하나의 대안을 선택하고 실행함으로써 문제를 해결한다. 특히 기업경영과 관련되는 문제, 예를 들면 수요예측, 재고관리, 생산량 조정, 작업일정의 문제들을 해결하기 위해 관련 변수를 계량화하여 데이터를 입력하고 계산 결과를 바탕으로 의사결정을 하는 것이 가장 합리적이라고 본 것이다. 최초의 의사결정론자로 볼 수 있는 사이먼의 주장에 따르면 조직의 의사결정자들은 완벽한 객관적 합리성을 충족시키는 결정이 아니라 제한된 합리성(bounded rationality) 내에서 대체로 만족할 만한 수준이면 결정을 내린다고 하였다. 왜냐하면 실제 현실에서는 여러 제약들이 복합적으로 작용하면서 완벽한 합리성의 상황을 기대하기 어렵기 때문이다. 그 이후 정보기술과 컴퓨터의 발전은 수리적 모형 개발을 촉진하였으며 의사결정자들에게 사회심리적인 요소까지도 객관화된 계량지표로 변환시켜 의사결정 시에 참고자료로 이용하기까지 이르렀다. 카네기 모형과 경영과학적 모형은 대표적인 의사결정론자들의 실제적 모형이다.
그러나 그 후로는 계량적이고 과학적 접근을 지양하고 인간행동적 의사결정에 치중하여 개인의 심리적 의사결정과 집단의 의사결정행동에 관한 연구가 병행되었으므로, 조직이론과 관련해서는 계량적이고 경영과학적인 의사결정보다는 실제의 인간행동을 바탕으로 한 개인과 집단의 의사결정이 주요 연구주제가 되었다.

##### 의사결정이론의 실제적 모형
조직의 의사결정은 합리적이고 이론적으로만 이루어지는 것이 아니라 여러 가지 현실적인 상황에 따라 다양한 방식으로 이루어진다. 현대의 기업경영 환경은 새로운 경영전략, 리엔지니어링, 구조조정, 합병과 인수 등 대규모의 변화가 요구된다. 이러한 불확실하고 불안정한 환경에서는 합리적 접근방법으로 문제를 해결하는데 한계가 있을 수 있다.

###### 경영과학 모형(Operations Research model)
경영과학 모형은 합리적인 의사결정 모형과 비슷하다. 경영과학 모형은 제2차 세계대전 중 대규모의 긴급한 군사작전을 수행 시 활용되었던 방법이다. 이는 당면한 문제가 분석가능하고 변수 정의와 측정이 가능할 때 조직의 의사결정을 하기에 적절한 방법이다. 예를 들어 2차 세계대전 대함 전투시 거리, 풍속, 탄두 크기, 두 전함의 속도, 방향 등을 고려하여 함포의 조준을 결정했다. 그러나 이들 정보가 정확하게 주어진다고 해도 수동적인 방법으로 분석하면 정확하지 않고 시간이 오래걸리며 성공가능성 또한 낮다. 따라서 경영과학이 등장하였다. 이러한 경영과학 모형의 군사적 문제의 성공적인 해결책이 경영문제 해결방법에도 확산이 되었다.
경영과학 모형의 문제점은 계량적 데이터가 충분하지 않은 경우나 암묵적인 지식을 다루어야 할 경우에는 적용이 어렵다는 점이다. 따라서 경영과학의 역할은 하나의 중요한 의사결정을 하는 것보다 경영자의 의사결정을 보완하는 것이어야 한다.

###### 카네기 모형(Carnegie decision model)
카네기 모형은 제한된 합리성에 근거한 조직의사결정 모형이다. 카네기 모형은 합리적 의사결정을 방해하는 여러 가지 제약요인에 의해 의사결정이 제한받는다는 것이다.

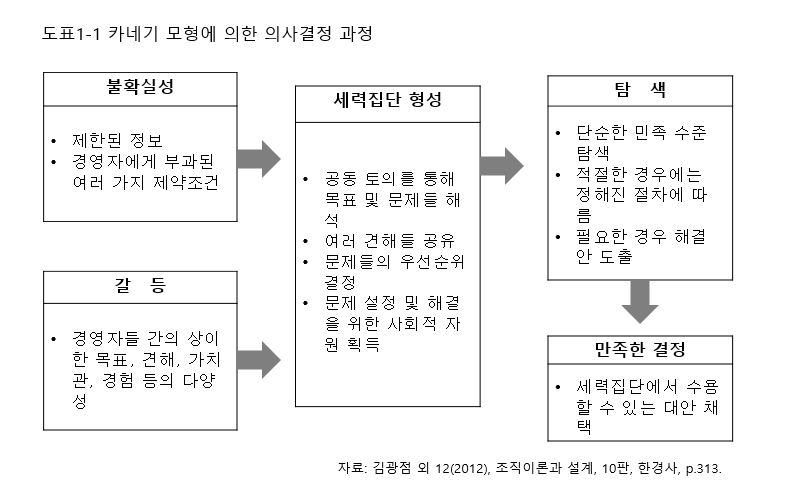
카네기모형

이러한 요인들로 인해 합리성 모형에서 제시하는 의사결정이 이루어지지 못하고 따라서 만족할 만한 대안을 선택 할 수밖에 없게 된다는 것이다. 카네기 멜론 대학교의 연구팀은 조직의 의사결정은 최고경영자에 의해 이루어지는 것이 아니라 수많은 관리자들이 관여하면서 최종적인 선택은 관리자들의 연합인 세력집단에 의해 이루어 진다고 말했다. 세력집단이란 조직의 이해관계자 집단으로서 이 모형에서의 이해관계자는 주로 관리자들이지만 외부 고객, 은행, 노조 등도 포함이 가능하다. 조직의 의사결정 시 경영자들이 연합(coalition)을 형성하여 합의를 만드는 것이 매우 중요하다. 연합은 조직목표가 애매하고 일관성이 없을 때나 개인적인 인식의 한계와 다양한 제약조건으로 합리적인 의사결정이 불가능 할 때 필요하다. 따라서 이러한 연합을 형성하는 것은 의사결정이 문제해결의 최적화를 추구하기보다는 만족화를 추구하는 것을 의미한다는 것을 나타난다. 카네기 모형은 의사결정 과정의 문제확인 단계에서 특히 중요하다.

### 상황적 접근
고전적 조직이론이나 신고전적 조직이론 등 종전의 조직이론은 관리 중심, 구조 중심, 인간 중심 등 각각 독자적인 관점에서 다루어온 이론이 전개되어 왔다. 1960년대부터 조직연구에 널리 보급된 상황적응적 접근방법은 일반체제이론의 넓은 틀 안에서 그보다 추상화의 수준이 낮은 개념적 틀을 반전시키려는 상황이론에 기초를 둔 것이다. 그러다가 1960년대 후반에 접어들면서 종전의 분화(分化)된 이들 이론을 통합하려는 움직임이 시작되었다. 그 중의 하나가 1970년대 이후 널리 호응을 받고 있는 상황적응 이론이다.

#### 상황이론
조직이 환경과 어떠한 관계를 맺고 있으며 그 관련성이 조직에 어떠한 영향을 미치는가 하는 것에 초점을 두고 전개되는 이론이다. 상황이론 또는 상황적응론이라고도 부른다. 전통적인 조직론에서는 외부환경에 따라서 영향을 받지 않는 보편 타당한 조직구조 및 관리적 특성이 존재한다고 가정한다. 하지만 상황이론에서는 조직이 외부환경과 기술, 규모 등에 의해 영향을 받는다고 봄으로써 환경의 중요성을 강조한다.

### 시스템이론
시스템이란 공동의 목표를 달성하기 위해 함께 기능하는 공동체를 의미한다. 따라서 이를 위해 시스템은 목표,구조,기능이라는 요소로 구성되어 있다. 이러한 시스템을 바탕으로 조직을 이해하는 이론이 바로 시스템이론이다. 시스템이론(Systems theory)은 오스트리아 생물학의 아버지로 불리는 칼 루드비히 폰 베르탈란피(L. von Bertalanffy, 1901년 9월 19일 ~ 1972년 6월 12일)라는 오스트리아 출신의 생물학자에게 창시되었다. 베르탈란피는 1930년대 생물학에 대하여 연구 중 기존의 분석적 접근법에 한계를 느끼고 새로운 분석법의 필요성을 느끼게 되었다. 베르탈렌피는 여러 학문분야들 중 어느 한분야만을 이해해서는 어떠한 분야도 제대로 이해할 수 없다고 생각했고 여러 학문분야를 통합하여 이해할 수 있는 통합적 사고와 연구의 틀을 찾기 시작했다. 그 과정속에서 시스템이론이 탄생하였다. 이렇게 등장한 시스템이론은 기존의 분석법과는 달리 변화하는 현상들 중에서 각각의 실체에 대해 집중하는 대신 변화하는 것들의 상호작용에 집중함으로써 모든 시스템에 적용할 수 있는 틀을 제시했고 시스템이 가지고 있는 특성으로 모든 현상을 설명할 수 있게 되었다. 따라서 일반시스템이론은 종합과학적인 성격을 지닌다. 베르탈란피는 본인의 저서 ‘일반시스템이론 (General system Theory)’에서는 살아있는 유기체를 시스템의 한 예로 설명함으로써 조직에 대한 생물학적 은유를 확산시켰다. 이처럼 조직을 하나의 살아 있는 유기체로 보는 관점은 조직을 환경과 끊임없이 상호작용하면서 존재하는 개방체계로 보며, 조직의 시스템을 구성하는 각각 하위시스템들은 서로 상호의존성을 지닌다고 본다.
아래표는 기존의 분석법과 시스템이론의 특징을 나타낸 표이다.
| 분석적 접근법                                                                  | 시스템적 접근법                                                                               |
| ------------------------------------------------------------------------------ | --------------------------------------------------------------------------------------------- |
| 구성요소들을 분리하고 요소 자체의 연구에 초점을 둠                             | 구성요소들을 통합하고, 이들의 상호작용에 연구의 초점을 둠                                     |
| 상호작용의 본질을 연구                                                         | 상호작용의 효과에 대한 연구                                                                   |
| 상세한 내용의 정밀성 강조                                                      | 전체적인 인식을 강조                                                                          |
| 한 시점에 한 변수를 변경                                                       | 변수의 집단을 동시에 변경                                                                     |
| 현상과 시간의 지속성을 분리                                                    | 시간과 비가역성을 통합                                                                        |
| 이론에서 실험적 증명을 통해 사실을 타당화                                      | 모형의 형태를 현실과 일치시키려고 함                                                          |
| 실제 운용하기에는 덜 유용하지만 정밀하고 자세한 모형을 사용(예 : 경제수리모형) | 의사결정과 행동에 있어서는 유용하지만, 지식의 기초로 사용되기에는 엄격성이 부족한 모형을 사용 |
| 상호작용이 선형적이고 미약할 때 효율적인 방법                                  | 상호작용이 비선형적이고 강할 때 효율적인 방법                                                 |
| 자세하게 계획된 행동으로 연결                                                  | 목적을 통해 행동으로 연결                                                                     |
| 서툴게 정의된 목적이지만 자세한 내용에 대한 지식을 공유                        | 불분명한 세부내용이지만 목표에 대한 지식을 공유                                               |

베르탈란피 후에 미국의 경제학자 케네스 에워트 볼딩(1910년 1월 18일 ~ 1993년 3월 18일)은 시스템이론의 목적과 기본적인 골격을 작성하여 일반시스템이론을 체계적으로 정립하였고 시스템의 복잡성의 수준에 따라 시스템의 종류를 정태적 구조, 시계장치수준의 시스템, 온도조절장치수준의 시스템, 세포수준의 시스템, 식물수준의 시스템, 동물수준의 시스템, 인간수준의 시스템, 사회적 시스템 및 초월적 시스템 이렇게 총 9가지의 시스템으로 분류하였다. 이러한 시스템이론에 입각하여 조직을 이해하는 시스템론적 조직론은 조직을 상호관련성을 기준으로 조직을 하위시스템으로 나누고 조직의 목표를 효율적으로 탈성하기 위해 시스템을 분석하고 관리하며 환경과 하위시스템 간의 관계를 구체적이고 실증적으로 분석한다. 시스템이론은 1950년대부터 여러 학문분야로 확산되었고, 경영학분야에는 로젠즈웨이그(J.Rosenzweig), 존슨(R.Johnson)등의 학자들이 도입하여 경영조직에서의 일반시스템이론을 정립하는 데 크게 기여하였다.미국의 경제학자 앨빈.w.굴드너(Alvin. W. Gouldner, (1920년 7월 29일 ~ 1980년 12월 15일)는 조직을 합리적 모형과 자연적 시스템모형으로 구분하였는데 이는 조직을 폐쇄적 시스템과 개방적 시스템으로 구분한 것과 같은 맥락이다. 시스템이론에서는 베르탈란피, 조직론측면에서는 굴드너가 폐쇄시스템과 개방시스템의 개념을 명확히 구별하였다. 굴드너에 따르면 조직은 개방시스템과 폐쇄시스템으로 구분할 수 있는데 개방시스템은 외부환경과 끊임없이 상호 교류를 하는 조직을 의미하며, 폐쇄시스템은 조직 내에서 모든 활동이 이루어지며 대부분의 요소를 활용하는 조직을 의미한다. 개방시스템과 폐쇄적시스템의 차이는 아래의 표를 보면 알 수 있다.
|                            | 폐쇄시스템                | 개방시스템                                              |
| -------------------------- | ------------------------- | ------------------------------------------------------- |
| 환경                       | 고려하지 않음             | 고려                                                    |
| 조직의 생존과 환경 간 관계 | 자족적 조직               | 외부의존적 조직                                         |
| 경계                       | 고려하지 않음             | 고려                                                    |
| 엔트로피                   | 지속적 증가               | 외부요소의 개입을 통한 엔트로피 감소 및 조직안정화 가능 |
| 예시                       | 프로그램화된 신호제어체제 | 생명체, 기업조직 등                                     |

이렇게 조직을 2가지유형으로 나눌 수 있지만 인간이 있는 곳에는 어디든 환경이 있기 때문에 폐쇄시스템의 실제 존재에 대해서는 논란의 여지가 있다. 폐쇄시스템은 연구목적, 예를 들면 질병에 대한 치료약을 개발하기 위한 과정에서 실시하는 무균실 실험 등에 사용된다. 일반적으로 시스템론적 관점에서는 조직을 개방체계로 봄에 따라 시스템이론에서는 주로 개방시스템에 대해서 다룬다. 개방시스템의 특징은 다음과 같다.
(1) 하위시스템 간의 상호의존성과 조화- 시스템은 그 내의 부분적 개체들끼리 서로 연결되고 조화되면서 조직 전체의 목표달성을 위해 움직인다. 따라서 어느 한 부분의 변화는 그 부분뿐만 아니라 다른 부분에도 영향을 끼친다
(2) 분화에 따른 전문성의 증가- 이는 환경에 적절히 대응하기 위하여 필요한 기능영역별로 조직의 부분의 나누어지는 것을 뜻한다.
(3) 이인동과성- 이인동과성은 방법과 수단이 서로 다른 여럿이지만 그 결과가 모두 동일하다는 의미이다. 즉 개방시스템은 목표에 이르는 수단을 여러 가지 가지고 있다.
(4) 환경의식: 경계의 강조- 조직시스템과 환경 사이에는 경계가 있기 마련인데, 이 경계는 물리적인 것 일수도 있지만 심리적인 것 일 수도 있다. 환경은 조직생존에 결정적인 영향을 끼치므로, 조직은 늘 환경을 의식하고 그에 적절히 반응해야 한다.
(5) 부정적 엔트로피- 엔트로피란 "무질서의 정도"를 뜻하는 용어로서, 시스템이 붕괴되거나 쇠퇴하거나 정지하거나 소멸되는 성향을 의미한다. 폐쇄시스템은 환경으로부터 에너지 유입이 없으므로 엔트로피가 지속적으로 증가하지만 개방시스템은 쇠퇴의 조짐이 보이면 더 많은 자원을 확보하여 자체 수정함으로써 시스템의 붕괴를 막고 오히려 성장, 발전시키려는 노력을 기울인다.
(6) 향상성- 개방시스템이 더 정교하고 복잡하게 되면 소멸에 저항하고 자기 상태를 계속 유지하려는 활동이 활발해진다. 존손을 위하여 에너지를 비축하고 생존노력을 기울이는 결과 개방시스템은 지속적으로 확장하고 성장하게 된다.

## 참고 문헌
- 임, 창희 (2010년 1월). 《조직론》. 학현사.
- 최해진,권혁기 (2008). 《행동과학론》. 두남.
- 박계홍 (2015). 《경영 조직론》. 학현사.
- 김양렬 (2013). 《의사결정론》. 명경사.
- Taylor, Frederick (2003). 《Scientific Management》. Routledge.
- L.. V. Bertalanffy (1976). “General System Theory: Foundations, Development, Applications, revised edition”. 《NY: George Braziller》.